# Seiyū Danshi desu ga...?
Seiyū Danshi desu ga...? (声優男子ですが…? lit. ¿Soy un seiyū...??) es un espectáculo de variedades japonés que tiene como protagonistas a siete seiyūs. Un episodio piloto fue transmitido como número especial el 20 de diciembre de 2014 por Family Gekijo, mientras que la primera temporada comenzó su transmisión oficial el 20 de junio de 2015. Una segunda temporada fue estrenada el 27 de febrero de 2016, mientras que una tercera lo fue el 22 de julio de 2017. 
Una serie de animación corta titulada Nananin no Ayakashi: Chimi Chimi Mōryō!! Gendai Monogatari se emitió desde el 4 de diciembre de 2016 al 29 de enero de 2017 y cuenta con personajes creados por los mismos seiyūs. Una cuarta temporada fue estrenada 26 de agosto de 2018.

## Argumento
La trama de la serie se desarrolla alrededor de siete seiyūs (Yūto Uemura, Yūichirō Umehara, Keisuke Kōmoto, Yūsuke Kobayashi, Yūsuke Shirai, Yūtarō Honjō y Kazutomi Yamamoto) mientras sus personas y habilidades como seiyūs son puestos a prueba en diversos desafíos.

## Elenco
Nota: Cada miembro del elenco aparece en el programa bajo un apodo, color distintivo y personaje creado por sí mismo.
- Yūto Uemura: Aparece en el programa bajo el apodo de Mut-chan. Su color es el azul y su personaje es Meiteimu, un inugami que adora las donas de té verde.
- Yūichirō Umehara: Su apodo es Ume-chan. Su color es el violeta y su personaje es Guden, un tengu conocido por ser el rey de las trivialidades.
- Keisuke Kōmoto: Su apodo es Kō. Su color es el verde oscuro y su personaje es Kurokitenko, un kitsune negro amante de los libros.
- Yūsuke Kobayashi: Su apodo es Bayashi. Su color es el rojo y su personaje es Yū, un amable zashiki-warashi que no se separa nunca de su muñeca.
- Yūsuke Shirai: Su apodo es Shiraimu. Su color es el amarillo y su personaje es Shirō, un kitsune blanco algo mezquino a quien le gusta gastar bromas.
- Yūtarō Honjō: Su apodo es Pon-chan. Su color es el verde claro y su personaje es Pontaro, un tanuki dócil y amado por todos.
- Kazutomi Yamamoto: Su apodo es Kazū. Su color es el rosa y su personaje es Cheruta, un nekomata que habla con un dialecto de Kansai y es un ávido consumidor de té con leche.
- Jun'ichi Suwabe como Andrew, un tigre alfombra que actúa como narrador del programa. También se convierte en un pequeño tigre de felpa según la escena.

## Segmentos
El programa comienza con una autointroducción de quince segundos narrada por Shirai. Los segmentos varían acorde la temporada y se centran en un tema en específico. Los seiyūs realizan diversas actividades y/o son enviados a visitar lugares divididos en parejas, en los cuales sus habilidades son puestas a prueba.

### Animación
Una serie de anime corta titulada Nananin no Ayakashi: Chimi Chimi Mōryō!! Gendai Monogatari fue emitida desde el 4 de diciembre de 2016 a 29 de enero de 2017, componiéndose de ocho episodios. La serie presenta personajes yōkai creados por los propios seiyūs.